# マルセロ・ヴィオリ
マルセロ・ヴィオリ（Marcello Violi、1993年10月11日 - ）は、イタリアのラグビーユニオン指導者。現在ヴァロラグビー・エミリアのヘッドコーチを務めている。

## プロフィール
- イタリア・パルマ出身[1]。
- 現役時代のポジションはスクラムハーフ(SH)。
- 身長 178cm、体重 80kg
- U20イタリア代表に選ばれたことがある。
- イタリア代表通算キャップ数は21でラグビーワールドカップ2015のイタリア代表に選ばれた[2]。

## 略歴
カルヴィザーノ、ゼブレを経て、2022年、ヴァロラグビー・エミリアに加入。
2024年、現役を引退した。同年、ヴァロラグビー・エミリアのヘッドコーチに就任。